# Gilbert Privat
Auguste Gilbert Privat (* 27. Mai 1892 in Toulouse, Département Haute-Garonne; † 3. August 1969 in Soulac-sur-Mer, Département Gironde) war ein französischer Maler und Bildhauer. 

## Leben
Privats Vater war Holzschnitzer, von dem er auch seinen ersten künstlerischen Unterricht erfuhr. Später besuchte er die École des Beaux-Arts seiner Heimatstadt und konnte mit Unterstützung seiner Lehrer dann auch nach Paris an die École nationale supérieure des beaux-arts (ENSBA) wechseln. Neben der Malerei – der Schwerpunkt war hier das Aquarell – wurde Privat Schüler des Bildhauers Jules Coutan (1848–1939). 
Zu Beginn des Ersten Weltkriegs kam Privat zur Armee und wurde mehrmals verletzt. Nach seiner vierten Verwundung konnte er ins Zivilleben zurückkehren und ließ sich in Paris nieder. Im 14. Arrondissement (Montparnasse) eröffnete Privat ein Atelier und wurde immer wieder eingeladen, auf großen Ausstellungen der Académie des Beaux-Arts teilzunehmen. 1937 nahm er an der Exposition specialisée (Palais de Chaillot) teil. Aber auch an den regelmäßigen Ausstellungen der Société du Salon d’Automne oder am Salon du dessin de la peinture à l’eau waren immer wieder Werke Privats zu sehen.
Im November 1937 heiratete Privat in Périgueux (Département Dordogne) Odette de Puiffe de Magondeaux und lebte mit ihr während der deutschen Besetzung im Süden des Landes. Bald nach Kriegsende kehrte das Ehepaar Privat nach Paris zurück und ließ sich in der Rue Boulard (14. Arrondissement) nieder. 
Als arrivierter Künstler konnte sich Privat bald schon eine Villa an der Küste bei Soulac-sur-mer als Alterssitz kaufen. Dort starb er im Alter von 77 Jahren am 3. August 1969.

## Ehrungen
- 1917 Verwundetenabzeichen
- 1921 Prix de Rome (2. Preis)
- Goldmedaille der Société des Arts et des Lettres
- Die Rue Gilbert Privat in Soulac-sur-mer wurde ihm zu Ehren benannt; ebenso in Bergerac (Département Dordogne) und Périgueux.
- Der Place Gilbert Privat im 14. Arrondissement in Paris (Montmartre) wurde ihm zu Ehren benannt, ebenso der in Toulouse.

## Werke (Auswahl)
Aquarelle
- La plage de Soulac
- Venise
- Audience de la Rheine
- Voile matinale
- Pluie d’été

Büsten
- Politiker Yvon Delbos (Rathaus der Gemeinde Montignac-Lascaux)
- Antiker Faun (Präfektur Albi)

Statuen
- General Jean-Joseph Ange d’Hautpoul, aufgestellt im Musée des Beaux-Arts in Gaillac[2]
- Schriftsteller François Fénelon, aufgestellt im Zentrum von Périgueux[3]
- Philosoph Michel de Montaigne, aufgestellt im Zentrum von Périgueux[3]